# Venúcio

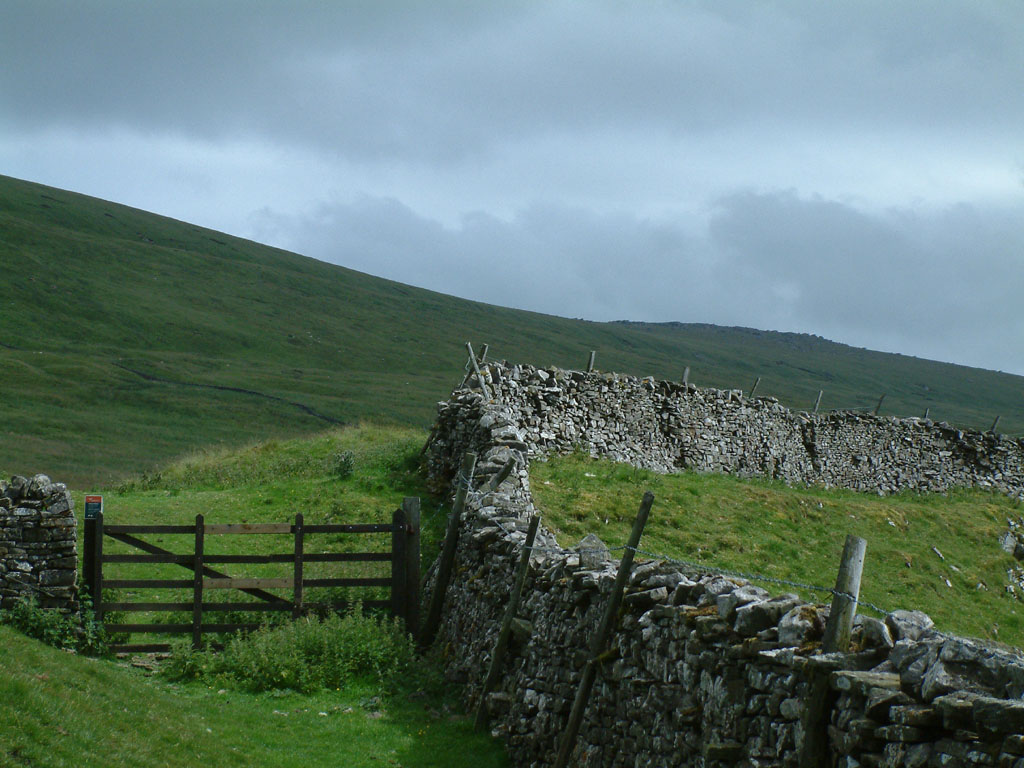
Fortificações construídas por Venúcio contra os ataques romanos no século I em Great Whernside, na Inglaterra.

Venúcio (em latim: Venutius) foi um rei dos brigantes do século I, um povo celta que vivia no norte da Britânia na época da invasão romana. Alguns estudiosos já sugeriram que ele pode ter pertencido aos carvécios (em latim: carvetii), uma das tribos que participavam da confederação brigante.

## História
O primeiro registro de Venúcio é como sendo o marido de Cartimândua, rainha dos brigantes, por volta de 51. Depois que o rebelde britano Carataco foi derrotado por Públio Ostório Escápula em Gales, ele fugiu para o norte para buscar refúgio entre os brigantes, apenas para ser preso e entregue aos romanos por Cartimândua. Apesar de os brigantes terem sido um reino nominalmente independente, Tácito afirma que Cartimândua e Venúcio eram leais e "protegidos pelo poderio romano". Porém, depois da captura de Carataco, Venúcio tornou-se um dos principais líderes da resistência contra os romanos. Cartimândua, aparentemente cansada do marido, dispensou-o e casou-se com seu porta-armas, Velocato, elevado à realeza no lugar de Venúcio. Inicialmente, Venúcio queria apenas derrubar sua ex-mulher, só depois voltando sua atenção para seus protetores romanos. Fieis à sua rainha cliente, os romanos, liderados por Césio Násica, derrotaram Venúcio durante o governo de Aulo Dídio Galo (52–57).
Aproveitando-se da instabilidade romana durante o "ano dos quatro imperadores", Venúcio se revoltou novamente, desta vez em 69. Cartimândua pediu tropas aos romanos, que só conseguiram enviar auxiliares, o que foi insuficiente para evitar que ela fosse deposta e Venúcio lhe tomasse o reino.
Esta segunda revolta pode ter tido repercussões mais amplas: Tácito afirma que Vespasiano (r. 69–79), já imperador, queria "recuperar" a Britânia. Ele afirma também, ao introduzir os eventos do "ano dos quatro imperadores", que a Britânia foi abandonada logo depois de ter sido subjugada (alguns historiadores acreditam  que esta seja uma referência à consolidação das últimas conquistas de Agrícola na Caledônia).
O que aconteceu com Venúcio depois da ascensão de Vespasiano não foi registrado. Quinto Petílio Cerial (governador entre 71 a 74) realizou campanhas contra os brigantes (vide Batalha de Scotch Corner), mas eles não seriam completamente subjugados por muitas décadas ainda. Agrícola (governador entre 78 e 84) também parece ter invadido o território brigante  e tanto o poeta romano Juvenal quanto o geógrafo grego Pausânias fazem referência a guerras contras o brigantes na primeira metade do século I.